# Melinda Gates
Melinda Ann Gates (rođena 15. kolovoza 1964. u Dallasu, Teksas) američka je filantropkinja. Bivša je zaposlenica američke tvrtke Microsoft i suosnivačica Zaklade Bill i Melinda Gates. U Microsoftu je bila voditeljica projekata Microsoft Bob, Encarta i Expedia. Rastavljena je, ali je bila udana za Bill Gatesa do 2021. godine.

## Rani život i obrazovanje
Melinda Gates rođena je 15. kolovoza 1964. u Dallasu u saveznoj državi Teksas kao Melinda Ann French. Drugo je od četvero djece Raymonda Josepha Frencha ml., inženjera zrakoplovstva, i Elaine Agnes Amerland.
Na Sveučilištu Duke stekla je stupanj sveučilišne prvostupnice računarstva i ekonomije. MBA je stekla 1987. godine u Poslovnoj školi Fuqua Sveučilišta Duke.